# Ana del Frago Barés
Ana del Frago Barés (Barberà del Vallès, 16 de juny de 1962) és una política catalana. Membre del PSC-PSOE, ha estat diputada a les eleccions al Parlament de Catalunya de 2003 i fou alcaldessa de Barberà del Vallès del 2006 al 2015.

## Biografia i carrera política
Va néixer a Barcelona el 16 de juny de 1962 i quan encara era ben petita la seva família va anar a viure al barri de la Torrassa de l'Hospitalet de Llobregat, on va passar la seva infància i joventut. El 1988, després de treballar de mestra, es va incorporar a treballar a l'Ajuntament de Barberà del Vallès.
L'any 1999 es va incorporar a la llista electoral del PSC, en la qual va ocupar el número tres de la candidatura municipal. Ja com a tinenta d'alcalde, va tenir responsabilitats en l'àmbit de promoció econòmica i també va encarregar-se d'iniciar, amb el 'Pla de Ciutat', el programa municipal de participació ciutadana. A la llista del 2003 va ocupar el segon lloc en la candidatura; en l'organització municipal del nou consistori va ser nomenada adjunta a alcaldia i va assolir les responsabilitats en matèria de cultura, hisenda i promoció econòmica.
El mateix any 2003 va ser candidata a les eleccions al Parlament de Catalunya, on resultà escollida diputada. Participà en diverses comissions i, entre d'altres, fou portaveu a la comissió del Síndic de Greuges.
El 14 de gener de 2006, en un ple extraordinari, del Frago assumeix l'alcaldia de Barberà del Vallès i encapçala la candidatura de les successives eleccions de maig de 2007 i del 2011, on revalida l'alcaldia.
Pel que fa a l'àmbit d'organització política del PSC, des de 2004 és primera secretària de l'agrupació local de Barberà del Vallès i des del Congrés del PSC, el 2011, és membre de la Comissió Executiva Nacional. Actualment és secretària d'Educació.
El 8 de gener de 2015 va ser reelegida candidata socialista a l'alcaldia de Barberà del Vallès, a les eleccions municipals del 24 de maig de 2015. Tot i ser la força més votada, va ser desplaçada de l'alcaldia per un acord entre Plataforma Ciutadana per Barberà del Vallès (PCxB), Junts per Barberà-CUP i ERC, que donà l'alcaldia a Sílvia Fuster i Alay (PCxB).

## Implicació en casos de corrupció
Del Frago ha estat relacionada amb el Cas Mercuri on va arribar a estar imputada. Va rebre 3.333 € de la trama relacionada amb el cas. Amb relació a aquest cas hi han diverses trucades entre els germans Francesc i Manuel Bustos Garrido, on surt l'Ana. El febrer de 2019 fou detinguda en referència a aquests fets.